# Helen Lane
Este artículo es sobre la traductora. Para la paciente con cáncer y creadora de la línea celular HeLa ,ver Henrietta Lacks.
Helen Lane (Mineapólis, 1921 – Albuquerque, 29 de agosto de 2004) fue una traductora de literatura española, portuguesa, francesa e italiana al inglés. Tradujo trabajos de numerosos autores importantes entre los que se encuentran Jorge Amado, Augusto Roa Bastos, Marguerite Duras, Juan Goytisolo, Mario Vargas Llosa, Curzio Malaparte, Juan Carlos Onetti, Octavio Paz, Nélida Piñón, y Luisa Valenzuela.

## Vida
Su nombre era Helen Ruth Overholt. Nació en Mineápolis y se graduó summa cum laude en la Universidad de California, Los Ángeles, en 1943. En 1953 obtuvo el máster en la misma universidad. Continuó sus estudios de posgrado allí y en la Sorbona.

## Carrera
Lane empezó su carrera en Los Ángeles en la década de 1940 como traductora para el gobierno. También fue criptógrafa durante la Segunda Guerra Mundial.
Después, se trasladó a Nueva York con el objetivo de trabajar en el mundo editorial. Empezó a traducir mientras trabajaba para Barney Rosset en Evergreen Press, donde inicialmente realizaba informes de lectura para seleccionar obras para traducir. La traducción del Manifiesto Surrealista de André Bretón le supondría su primer premio de traducción. En 1970, se convirtió en una traductora freelance y se mudó a Dordogne, Francia. Además de sus libros, también subtituló películas de Jean-Luc Godard y Haskell Wexler.

## Premios
1974: Premio Nacional del Libro de Estados Unidos (Corriente alterna,de Octavio Paz)
1985: US Pen Award for Translation (El conde Julián, de Juan Goytisolo)
2000: Lifetime Achievement Award, de la Asociación de Traductores Literarios Americanos

## Traducciones
- Alternating Current, trad. de Corriente Alterna (Octavio Paz)

- On Heroes and Tombs, trad. de Sobre héroes y tumbas (Ernesto Sabato)
- The Storyteller, trad. de El hablador (Mario Vargas Llosa)
- A Fish in the Water, trad. de El pez en el agua (Mario Vargas Llosa)
- Essays on Mexican Art
- Caetana's Sweet Song
- The Three Marias: New Portuguese Letters
- State of Siege
- The Perón Novel
- Santa Evita
- The Memoirs of Fray Servando Teresa de Mier, trad. de Memorias. Un fraile mexicano desterrado en Europa (Servando Teresa de Mier)
- I, the Supreme, trad. deYo el Supremo (Augusto Roa Bastos)
- Les choses: a story of the sixties, trad. de Les choses: Une histoire des annés soixante (Georges Perec)
- Aunt Julia and the Scriptwriter, trad. de La tía Julia y el escribidor (Mario Vargas Llosa)
- The War of the End of the World, trad. de La guerra del fin del mundo (Mario Vargas Llosa)
- Juan sin tierra